# Liparochrus
Liparochrus is een geslacht van kevers uit de familie Hybosoridae. De wetenschappelijke naam van het geslacht is voor het eerst geldig gepubliceerd in 1848 door Wilhelm Ferdinand Erichson. Erichson beschreef het geslacht slechts summier in een voetnoot, zonder er een soort bij te noemen. John Obadiah Westwood publiceerde in 1852 een uitgebreide beschrijving van het geslacht en de eerste soorten binnen het geslacht.
Deze kevers komen voor in Australië en Melanesië.